# Eddie Murphy (álbum)
Eddie Murphy es el álbum debut en solitario homónimo de Eddie Murphy . Fue lanzado a fines de 1982, en Columbia Records . Fue certificado como un disco de oro y recibió una nominación al premio Grammy. El álbum atrajo la ira de la comunidad gay, grupos asiático-estadounidenses y grupos de mujeres por su humor.
En términos de material, el lanzamiento se basa en el trabajo de Murphy en el programa Saturday Night Live . La grabación tuvo lugar del 30 de abril de 1982 al 1 de mayo de 1982, capturando algunas de las rutinas de Murphy en el local de la ciudad de Nueva York, The Comic Strip. Además de las pistas de comedia, el álbum contenía varios números musicales reales, incluida la canción de hip-hop parodia "Boogie in Your Butt", que se convirtió en un éxito menor en las listas de R&B . 

## Recepción de la crítica
Al revisar el álbum para AllMusic, el crítico Bret Adams escribió: "A pesar de los regalos de Murphy, su primer álbum de comedia stand-up, Eddie Murphy de 1982, es desigual a pesar de contener algunas rutinas clásicas".

## Listado de pistas
1. "Faggots" – 2:08
2. "Buckwheat" – 1:57
3. "Black Movie Theaters" – 2:33
4. "Talking Cars" – 0:59
5. "Doo-Doo/Christmas Gifts" – 6:44
6. "Myths/A Little Chinese" – 7:59
7. "Boogie in Your Butt" (Murphy, Wolfert) – 4:11
8. "Drinking Fathers" – 4:05
9. "Effrom" – 1:58
10. "The Pope and Ronald Reagan" – 4:39
11. "Hit by a Car" – 6:50
12. "Enough Is Enough" (Jabara, Roberts) – 4:17

## Producción
- Producida por Eddie Murphy, Robert Wachs y David Wolfert
- Grabado y diseñado por Jack Malken
- Dominado por Jack Adelman y Paul Brizzi
- Remasterización: Kevin Boutote